# Président du gouvernement provisoire de l'État libre d'Irlande
 (novembre 2020).
Si vous disposez d'ouvrages ou d'articles de référence ou si vous connaissez des sites web de qualité traitant du thème abordé ici, merci de compléter l'article en donnant les références utiles à sa vérifiabilité et en les liant à la section « Notes et références ».
Le président du gouvernement provisoire de l'État libre d'Irlande est un poste de transition créé en janvier 1922, jusqu'à la création de l'État libre d'Irlande en décembre 1922.
Le traité anglo-irlandais de décembre 1921 est adopté par le Dáil Éireann de la République irlandaise. Le gouvernement britannique exige également qu'il soit adopté par la Chambre des communes de l'Irlande du Sud et qu'un gouvernement légal soit établi. Michael Collins devient président du gouvernement provisoire (c'est-à-dire premier ministre). Il reste également ministre des Finances de l'administration républicaine d'Arthur Griffith.
Après la mort de Collins et Griffith en août 1922, William T. Cosgrave devient à la fois président du gouvernement provisoire et président du Dáil Éireann, et la distinction entre les deux devint de plus en plus confuse et hors de propos jusqu'à la création de l'État libre d'Irlande en décembre 1922.

## Titulaires
| No.                                                                                        | Nom                 | Photo | Dates           | Dates           | Parti | Parti                  |
| ------------------------------------------------------------------------------------------ | ------------------- | ----- | --------------- | --------------- | ----- | ---------------------- |
| 1                                                                                          | Michael Collins     |       | 16 janvier 1922 | 22 août 1922    |       | Sinn Féin (Pro-traité) |
| 2                                                                                          | William T. Cosgrave |       | 22 août 1922    | 6 décembre 1922 |       | Sinn Féin (Pro-traité) |
| Poste remplacé le Président du Conseil exécutif de l'État libre d'Irlande en décembre 1922 |                     |       |                 |                 |       |                        |